# Polypore en touffe
Espèce
Grifola frondosa (syn. Polyporus frondosus Dicks. ex Fr.), le Polypore en touffe ou Poule des bois, est une espèce de champignons basidiomycètes de la famille des Meripilaceae. Blanc ou brun, il ressemble à un corail.

## Taxonomie

### Étymologie
Le nom binomial Grifola frondosa serait une allusion aux chapeaux formés de nombreux réceptacles en forme de feuille (frondosa), disposés en touffes ou en rosettes, et évoquant des griffons, créatures fantastiques. Le nom vernaculaire de poule des bois ne fait pas référence au goût de sa chair blanche (contrairement au Polypore soufré dont l'odeur rappelle à l'état juvénile celle de la chair de poulet, et au Lyophyllum decastes qui offre, lorsqu'il est cuisiné, une texture de poulet frit) à son aspect de gros poulet ébouriffé.

## Dénominations

### Nom japonais
Les Japonais l’appellent maitake マイタケ (舞茸, lit. « champignon-danse »). En effet, selon une légende japonaise, les gens dansaient de joie (comme des fous) lorsqu'ils trouvaient un grifola car ce champignon était réputé pour ses vertus exceptionnelles et notamment celle de prolonger la vie.

### Noms chinois
Le nom le plus courant en chinois est en chinois simplifié : 灰树花 ; pinyin : huīshù huā ; litt. « Fleur de frêne », mais il a également de nombreuses autres appellations, parmi lesquelles ; microbe/champignong-feuille coquillage aux nombreux trous (贝叶多孔菌)、champignon-nuage (云蕈)、champignon-châtaigne (栗子蘑 ou 栗蘑)、champignon/bactère des milles bouddhas (千佛菌)、champignon/microbre fleur de lotus (莲花菌)、plaque-melon (甜瓜板)、champignon/microbe-fruit égrange (奇果菌)、champignon/microbe-fruit à la feuille étrange (叶奇果菌).

## Description
Sa fructification forme une masse pouvant aller jusqu'à 50 cm de diamètre, constituée par de nombreux chapeaux issus des ramifications d'un tronc très court. Les chapeaux charnus (contrairement aux chapeaux coriaces pluriannuels des autres polypores) sont plats, en forme de spatule ou d'éventail. Leur face supérieure est gris-brun et striée. La face inférieure est constituée de pores courts et très fins. Les pores sont décurrents jusqu'à l'insertion aux branches.
Adulte, ce champignon peut peser jusqu'à plusieurs dizaines de kilos.
La chair est blanche et un peu fibreuse. Récolté jeune, c'est un champignon comestible très prisé en raison de son abondance et de son identification aisée, avant que sa chair ne devienne vite coriace à élastique .

## Lieu de récolte et culture

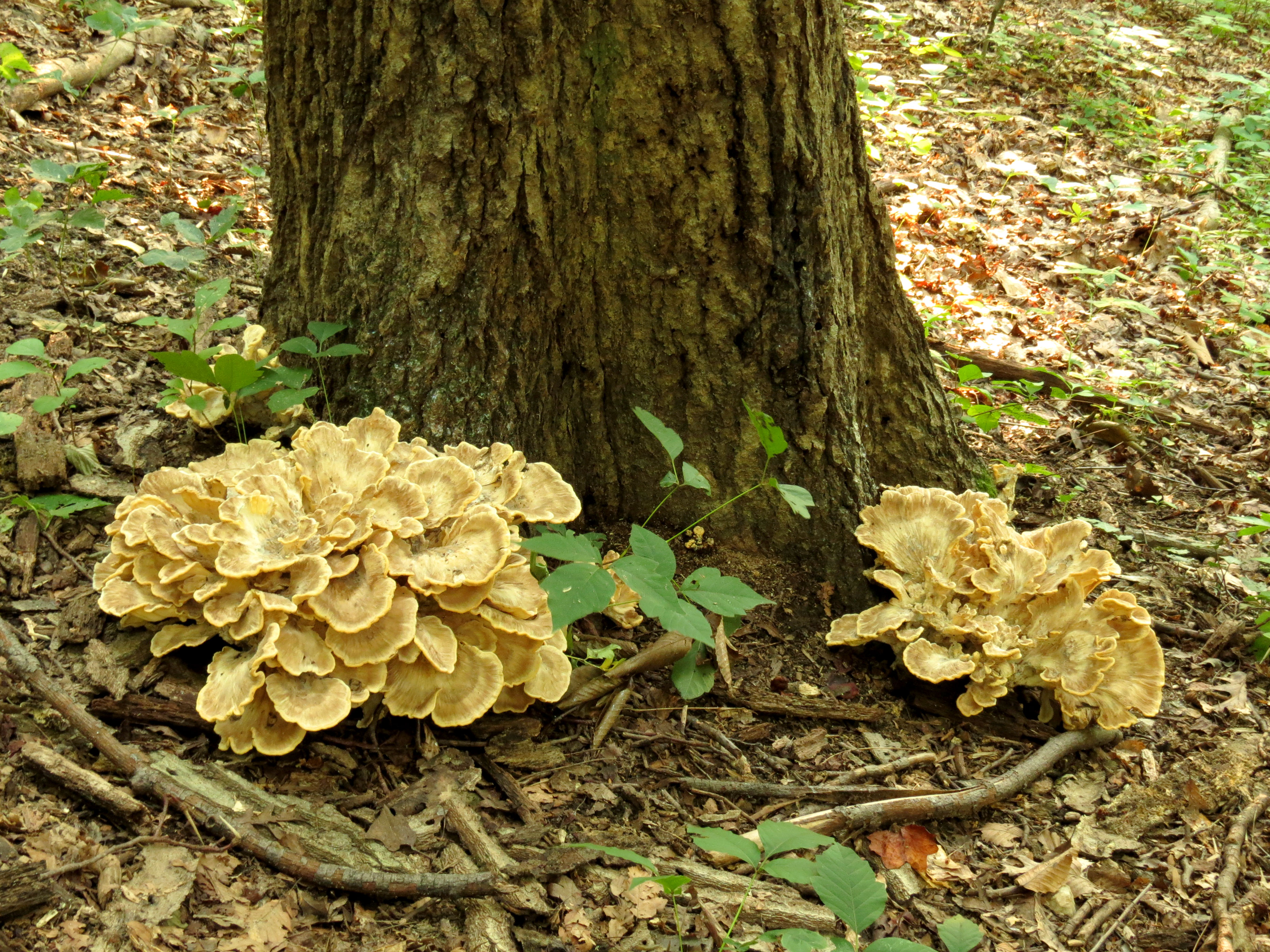
Grifola frondosa. Rock Creek Park, Washington, DC, USA

On le rencontre à l’état sauvage au pied des chênes et des châtaigniers, ou de leurs souches, uniquement en été et en automne. Poussant naturellement sur des souches d’arbres il n’est cultivé en Europe que depuis peu. Des producteurs suisses (Champigourmet) ont cependant réussi à le cultiver sur un substrat particulier et peuvent ainsi le proposer toute l’année. Sa rareté à l’état sauvage et la production complexe qu’il nécessite font de ce champignon un mets délicat très recherché.

## Utilisation médicinale
Le maïtaké, en régulant le poids, le cholestérol, la glycémie et l'hypertension artérielle, est conseillé aux personnes présentant un syndrome métabolique.